# Kiran
Kiran Bishnoi Godara (ur. 2 stycznia 1992) – indyjska zapaśniczka walcząca w stylu wolnym. Zajęła piąte miejsce na mistrzostwach świata w 2021 roku. 
Brązowa medalistka igrzyskach azjatyckich w 2022 i ósma w 2018. Dwunasta w indywidualnym Pucharze Świata w 2020. Piąta na mistrzostwach Azji w 2016 i 2020. Brązowa medalistka igrzysk wspólnoty narodów w 2018 i złota mistrzostw Wspólnoty Narodów w 2017. Trzecia na mistrzostwach Azji juniorów w 2012 roku.